# Linnzi Zaorski
Pour les articles homonymes, voir Zaorski.
Linnzi Zaorski (née le 3 mars 1978  à La Nouvelle-Orléans) est une chanteuse américaine de jazz d'origine polonaise, auteur-compositeur-interprète indie basée à La Nouvelle-Orléans, en Louisiane.

## Biographie
Linnzi Zaorski a commencé à se produire sur scène au début des années 2000 avec le New Orleans Jazz Vipers, puis a formé son propre groupe, Delta Royale, à partir du moment où elle a pu obtenir des engagements réguliers à La Nouvelle-Orléans.
En 2002, Linnzi Zaorski et Delta Royale enregistrent leur premier album portant simplement comme titre Linnzi Zaorski & Delta Royale, dans lequel on trouve un certain nombre de standards du jazz, tels que « The Way You Look Tonight », composée par Jerome Kern pour le film Sur les ailes de la danse avec Fred Astaire, qui la chante à Ginger Rogers, « Stars Fell on Alabama (en) », composée par Frank Perkins (en) et « Dream a Little Dream of Me », composée en 1931 par Fabian Andre (en) et Wilbur Schwandt (en). L'album contient sept titres live enregistrés au Spotted Cat à La Nouvelle Orléans et six pistes enregistrées en studio. Linnzi Zaorski fournit sa voix tandis que les muisiciens de Delta Royale apportent guitare, basse, saxophone, clarinette, et trompette, mais il n'y a pas de batterie sur ces enregistrements.
Enregistré en 2004, Hotsy-Totsy comprend la première composition originale de Linnzi Zaorski, Better Off Dead, et des standards tels que « Hideaway Hernando » et « It Do not Mean a Thing (Si It Ain 't Got That swing) ». Delta Royale a ajouté le violon à sa palette musicale, mais a joué sans clarinette ni percussions . Le magazine musical OffBeat Magazine trouve que la première chanson écrite et composée par Linnzi Zaorski s'accorde « parfaitement avec la tendance dépressive de la musique pop actuelle. »
En septembre 2006, elle a fait l'objet d'une émission de la radio nationale de service public National Public Radio (NPR) animée par le poète et essayiste d'origine roumaine Andrei Codrescu (en).
En 2007, sur l'album Hot Wax & Whiskey, elle reprend notamment Do You Know What It Means to Miss New Orleans? créé en 1947 par Louis Armstrong et chanté par Billie Holiday pour le film New Orleans (en)
Delta Royale a été décrit comme un « groupe formidable » pour son indéniable talent instrumental. Linnzi Zaorski se produit surtout à La Nouvelle-Orléans, mais il lui arrive de donner des concerts ailleurs aux États-Unis, dans des villes comme New York ou Los Angeles.
Linnzi Zaorski a encore sorti plusieurs albums, notamment It's a Wonderful Record (2009), Naughty Sweetie (2011) et Greet the Dawn (2016).

## Discographie
- 2002 : Linnzi Zaorski & Delta Royale
- 2004 : Hotsy-Totsy
- 2007 : Hot Wax and Whiskey
- 2009 : It's a Wonderful Record, Summertone Recordings
- 2011 : Naughty Sweetie
- 2016 : Greet the Dawn

## Crédit d'auteurs
- (en) Cet article est partiellement ou en totalité issu de l’article de Wikipédia en anglais intitulé « Linnzi Zaorski » (voir la liste des auteurs).